# 春木の定理

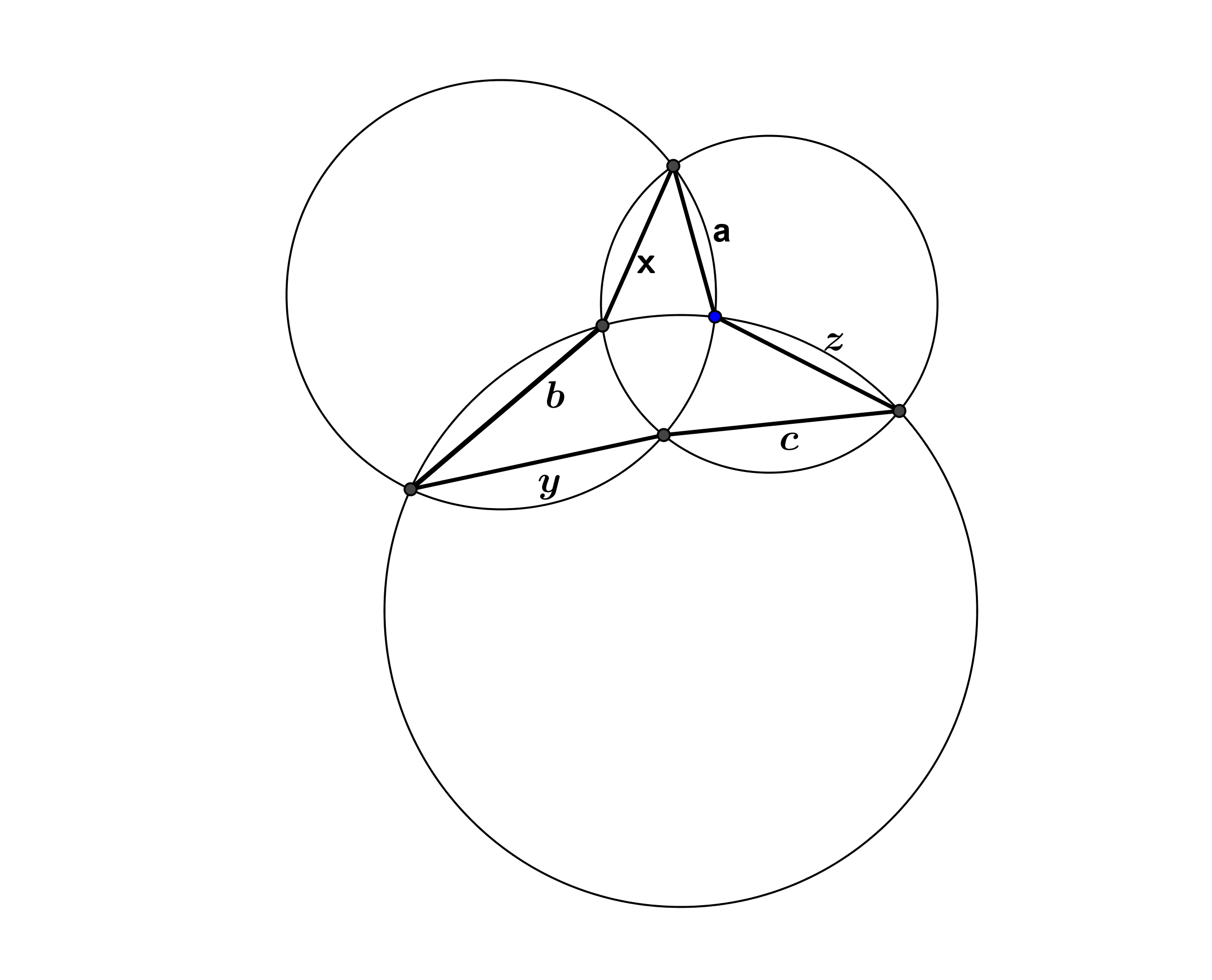

春木の定理（はるきのていり、英: Haruki's theorem）とは、次の主張のことをいう。
定理 ― 
三円が互いに二点で交わっている。このとき交点を結ぶ線分の長さ a, b, c, x, y, z は
{\displaystyle {\frac {abc}{xyz}}=1}
を満たす。

## 証明
長さ a, x の辺の交点を A、x, b の交点を Z、b, y の交点を B、y, c の交点を X、c, z の交点を C、z, a の交点を Y とする。
この時 AX, BY, CZ は一点で交わる（根心）。この点を P とする。
△APY と △BPX で
∠APY = ∠BPX 　(対頂角)
∠PAY = ∠PBX 　(弦 XY に対する円周角)
2角が各等しいので
△APY ∽ △BPX
同様に
△BPZ ∽ △CPY
△CPX ∽ △APZ
これより
{\displaystyle \left\{{\begin{aligned}{\frac {a}{y}}&={\frac {\mathrm {PY} }{\mathrm {PX} }}\\{\frac {b}{z}}&={\frac {\mathrm {PZ} }{\mathrm {PY} }}\\{\frac {c}{x}}&={\frac {\mathrm {PX} }{\mathrm {PZ} }}\end{aligned}}\right.}
この3式を掛け合わせると
{\displaystyle {\begin{aligned}{\frac {a}{y}}{\frac {b}{z}}{\frac {c}{x}}&={\frac {\mathrm {PY} }{\mathrm {PX} }}{\frac {\mathrm {PZ} }{\mathrm {PY} }}{\frac {\mathrm {PX} }{\mathrm {PZ} }}\\&=1\end{aligned}}}
が示される。